# Seay Peak
Der Seay Peak ist ein markanter und 1803 m hoher Berggipfel in der antarktischen Ross Dependency. In den Finger Ridges der Cook Mountains ist er die nordöstlichste Erhebung.
Der United States Geological Survey kartiere ihn anhand eigener Tellurometervermessungen und Luftaufnahmen der United States Navy aus den Jahren von 1959 bis 1963. Das Advisory Committee on Antarctic Names benannte ihn 1965 nach Benny F. Seay (1927–2009), der als Mitglied der Unterstützungseinheiten der United States Army zur Luftunterstützung des Survey an den zwischen 1961 und 1962 durchgeführten Vermessungen beteiligt war.